# Стрельчатка ольховая
Стрельчатка ольховая (лат. Acronicta alni) — вид бабочек семейства совок.

## Описание
Размах крыльев взрослых бабочек от 35 до 40 мм. Передние крылья серо-белые или коричневатые. Задние крылья беловатые, немного темнее у края. В начале развития гусеницы чёрные спереди и белые сзади. Взрослые гусеницы чёрные, с ярко-жёлтыми поясками на протяжении всего тела, с отдельными волосками, на концах булавовидно уплощёнными.
Гусеницы питаются листьями ольхи, иногда дуба, осины, лещины, берёзы, розовых кустов.